# Ranunculus meyerianus
Ranunculus meyerianus är en ranunkelväxtart som beskrevs av Franz Josef Ivanovich Ruprecht. Ranunculus meyerianus ingår i släktet ranunkler, och familjen ranunkelväxter. Inga underarter finns listade i Catalogue of Life.